# Prezident Běloruska
Prezident Běloruské republiky (bělorusky: Прэзідэнт Рэспублікі Беларусь; rusky: Президент Республики Республики Беларус) je hlavou státu a de facto hlavou běloruské vlády. Úřad byl vytvořen v roce 1994 schválením ústavy Běloruska Nejvyšším sovětem. To nahradilo funkci předsedy Nejvyššího sovětu jako hlavy státu. Mezi úkoly prezidenta patří provádění zahraniční a vnitřní politiky, obrana práv a obecného blaha občanů a obyvatel a dodržování ústavy. Prezident je Ústavou pověřen, aby zastával pozici lídra v sociálních záležitostech země a působil jako její hlavní představitel v zahraničí. Povinnosti, odpovědnosti a další přechodná ustanovení týkající se prezidentství jsou uvedena v hlavě třetí, čl. 79 až 89 Ústavy.
Funkční období prezidenta je pětileté, ale kvůli referendu v roce 1996 byly volby, které se měly konat v roce 1999, posunuty na rok 2001. Podle ústavy z roku 1994 mohl prezident vykonávat funkci prezidenta pouze dvě funkční období, ale kvůli změně ústavy, byly limity na funkční období odstraněny. Volby běloruského prezidenta se konaly v letech 1994, 2001, 2006, 2010, 2015 a 2020. Alexander Lukašenko je od voleb v roce 1994 jediným prezidentem, který kdy tento úřad zastával. Prezidentská kancelář se nachází v Paláci republiky v Minsku a prezidentská rezidence se nachází v Zaslauje (Заслаўе) v okresu Minsk.

## Historické pozadí
Bělorusko poprvé vyhlásilo nezávislost na počátku roku 1918 jako Běloruská lidová republika. Hlavou státu byl prezident prozatímního nejvyššího řídícího orgánu, Rady Běloruské lidové republiky. V roce 1919 donutila sovětská Rudá armáda Radu Běloruské lidové republiky odejít do exilu, kde Rada stále existuje, nyní vedená prezidentkou Ivonkou Survillou. Za sovětské vlády byl de facto vůdcem Běloruské SSR první tajemník Komunistické strany Běloruska, jediné legální strany v sovětském Bělorusku.
Běloruská republika vznikla v roce 1991 krátce poté, co se prohlásila za nezávislou na Sovětském svazu. Od nezávislosti až do schválení ústavy v roce 1994 byl hlavou státu předseda Nejvyššího sovětu a hlavou vlády předseda vlády. Když byl vytvořen úřad prezidenta, role předsedy vlády byla zredukována na asistenci prezidentovi a vyústila v rozpuštění Nejvyššího sovětu spolu s jeho předsedou v roce 1996.
V první sérii voleb do úřadu prezidenta byl běloruský premiér Vjačeslav Kebič poražen ve druhém kole Alexandrem Lukašenkem, což vedlo k tomu, že se Lukašenko stal prvním prezidentem. Ve volbách v letech 2001 a 2006, které byly napadeny mezinárodními pozorovateli, západními mocnostmi a vnitřními opozičními stranami kvůli nedodržení demokratických a spravedlivých standardů, úřadující Lukašenko porazil v prvním kole ostatní kandidáty. K roku 2021 je jedinou osobou, která sloužila jako prezident Běloruska.

## Ústavní stav
Článek 79 Ústavy Běloruska dává postavení hlavy státu prezidentovi Běloruské republiky. Je také považován za strážce ústavy a práv a svobod těch, kteří se hlásí k běloruskému občanství nebo mají v Bělorusku trvalý pobyt. Prezident je zosobněním sjednocení běloruského státu při řízení zahraničních a vnitřních záležitostí a je hlavním představitelem při jednání s jinými národy nebo mezinárodními organizacemi. Prezidentovi je rovněž svěřena bezpečnost, prosperita a stabilita země a působí jako prostředník mezi orgány národní vlády.
Během působení v úřadu je prezidentovi zakázáno formální členství v politické straně.

## Výběrový proces

### Způsobilost
Aby se kandidát mohl ucházet o úřad, musí být rodným občanem Běloruska starším třiceti pěti let. Kandidát musí také deset let pobývat na území republiky a musí mít možnost legálně hlasovat. Ustanovení jsou obsažena v čl. 80 Ústavy.

### Nominace a volba
Volby prezidenta se konají každých pět let celostátním hlasováním. Aby byl kandidát na prezidenta zaregistrován jako kandidát na prezidenta, musí mít nejprve iniciativní skupinu občanů čítající nejméně 100 osob. Iniciativní skupina musí být zaregistrována u Ústřední volební komise nejpozději 85 dnů před volbami. V případě úspěšné registrace má navržený kandidát za úkol nasbírat alespoň 100 000 platných podpisů od oprávněných voličů. Pokud Ústřední volební komise zjistí, že této hranice bylo dosaženo, je kandidátovi úředně povolena kandidatura na prezidenta.
Při hlasování se tajné hlasovací lístky shromažďují přímo od oprávněných voličů. Volba je platná pouze tehdy, když se jí zúčastní více než 50 % zapsaných voličů. Pokud během prvního kola hlasování kandidát získá padesát procent plus jeden z hlasů, je prohlášen za zvoleného prezidenta. Pokud tohoto počtu v prvním kole nikdo nedosáhl, proběhne druhé kolo voleb mezi dvěma kandidáty, kteří získali nejvíce hlasů. Osoba, která získá nejvíce hlasů ve druhém kole, je prohlášena za zvoleného prezidenta.
V případě, že je úřad neobsazený, musí k volbě, která nahradí prezidenta, dojít mezi třiceti a sedmdesáti dny po uprázdnění funkce. Za normální situace se volby musí konat před posledními dvěma měsíci v úřadu současného prezidenta. V obou případech je vládním orgánem, který vyhlašuje volby, Sněmovna reprezentantů. Poslední kolo prezidentských voleb proběhlo v roce 2020. Prezident Lukašenko ve svém projevu k tisku v únoru 2007 uvedl, že zda bude v roce 2011 kandidovat, nebo v té době odstoupí záleží na jeho zdravotním stavu.

## Pravomoci a povinnosti
Články 84 a 85 stanovují oficiální politické, sociální a národní obranné povinnosti, které přísluší prezidentovi. Kromě vyjmenovaných pravomocí umožňuje číslo 30 prezidentovi využívat další pravomoci, které mu byly uděleny buď vnitrostátním právem, nebo jinými částmi ústavy.
Součástí prezidentských výsad je právo vypisovat referenda, vypisovat řádné a mimořádné volby do Poslanecké sněmovny, Republikové rady a místních zastupitelských orgánů. Může také rozpustit obě komory Parlamentu, jak to umožňuje Ústava. Jeho povinností je jmenovat předsedu vlády Běloruské republiky a rozhodovat o struktuře vlády Běloruské republiky. Prezident podepisuje návrhy zákonů a má právo je vetovat a vrátit je, zcela nebo po částech, s námitkami Sněmovně reprezentantů. Dále jmenuje – a může odvolávat – místopředsedy vlády, ministry a další členy vlády a rozhoduje v případech demise vlády nebo některého z jejích členů. Prezident jmenuje předsedu Nejvyššího soudu a může tohoto předsedu i další soudce odvolat. Prezident má dodávat Parlamentu výroční zprávy a má právo účastnit se zasedání Parlamentu a jeho orgánů. V případech stávky má prezident právo, v případech stanovených zákonem, stávku odložit nebo přerušit na dobu nepřesahující tři měsíce. V mezinárodních záležitostech je povinností prezidenta vést jednání a podepisovat mezinárodní smlouvy a jmenovat a odvolávat diplomatické zástupce republiky.
Prezident je nejen předsedou vlády, ale také sociálním vůdcem Běloruska. Prezident několikrát do roka dodává občanům zprávy a může vydávat dekrety ke stanovení dnů státních svátků. Prezident je hlavním orgánem pro udělování běloruského občanství a může udělovat státní vyznamenání vyznamenaným osobám. Prezident má také možnost určovat postavení žadatelů o azyl a udělovat milosti odsouzeným občanům.
Jako nejvyšší vrchní velitel běloruských ozbrojených sil má prezident povinnost chránit běloruské území před vnitřními i vnějšími silami. Prezident může vyhlásit výjimečný stav v těchto případech: přírodní katastrofy, katastrofa nebo nepokoje spojené s násilím nebo hrozbou násilí. Bez ohledu na to, zda se prohlášení týká celé země nebo jejích částí, musí o tom prezident republiky informovat Radu republiky a musí o její souhlas požádat do tří dnů od oznámení. Stejná pravidla platí, pokud prezident v případě možné vojenské akce proti Bělorusku vyhlásí stanné právo. Prezident musí sestavit a vést Radu bezpečnosti Běloruské republiky a může jmenovat a odvolávat státního tajemníka Rady bezpečnosti a Nejvyššího velení ozbrojených sil.

## Služební přísaha
Než se kdokoli může oficiálně ujmout úřadu, musí složit přísahu do dvou měsíců od konečných výsledků voleb. Text přísahy je následující:
Ujímám se úřadu prezidenta Běloruské republiky, slavnostně přísahám, že budu věrně sloužit lidu Běloruské republiky, respektovat a chránit práva a svobody člověka a občana, dodržovat a chránit ústavu Běloruské republiky a přísně a svědomitě plnit vznešené povinnosti, které mi byly svěřeny.
Při inauguračním ceremoniálu musí být přítomni členové obou komor Národního shromáždění, ministři vlády, úředníci a soudci Ústavního, Nejvyššího a hospodářského soudu. Po přečtení přísahy jsou veškeré pravomoci, které měl předchozí prezident, převedeny na zvoleného prezidenta. Text přísahy najdeme v čl. 83 Ústavy.

## Privilegia

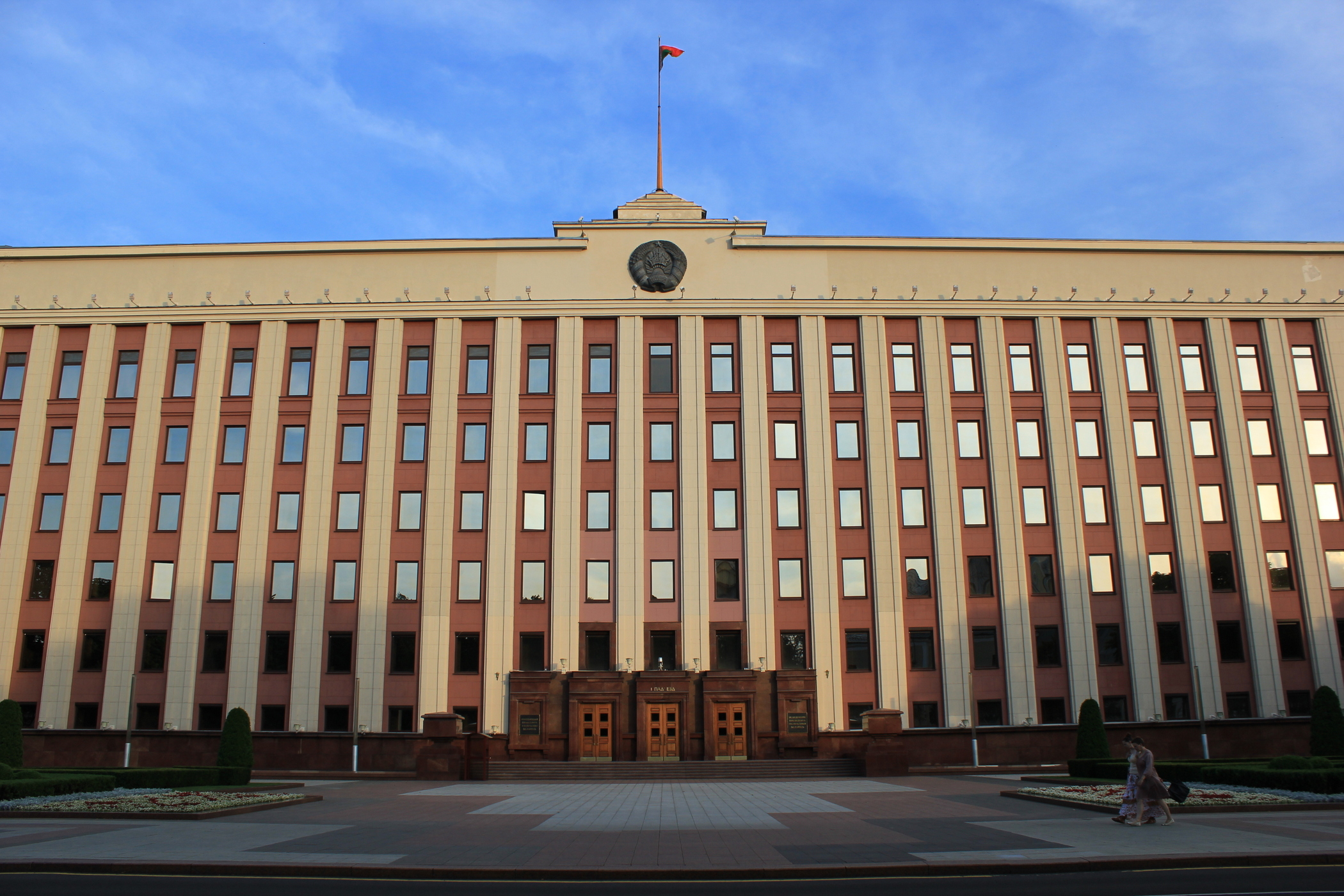
Prezidentský palác

Palác nezávislosti

Podle článku 79 ústavy je prezident imunní vůči zatčení, s výjimkou ustanovení o velezradě/závažných zločinech uvedených v článku 88 téhož dokumentu. Také podle článku 79 jsou čest a důstojnost prezidenta chráněny vnitrostátním právem. Informace, ať už otištěné ve zprávách nebo hlášené v televizi, které pomlouvají prezidenta, jsou podle článku 5 běloruského zákona o tisku nezákonné.
Prezidentský palác (bělorusky: Рэзідэнцыя Прэзідэнта, rusky: Резиденция президента) je budova ve stylu socialistického realismu, která se nachází na Říjnovém náměstí v Minsku a je obklopena ulicemi Marxe, Engelse, Kirova a Komsomolu. Stejně jako americký Bílý dům jsou ulice poblíž oficiální rezidence uzavřeny pro automobilovou dopravu a jsou hlídány policejními silami. Byl používán od roku 1994, dříve v něm sídlil Ústřední výbor Komunistické strany Běloruska. Prezident také využívá Palác nezávislosti v Minsku.

## Symboly
Oficiálně je jediným symbolem oznamujícím přítomnost prezidenta vlajka běloruského prezidenta (Штандар Прэзідэнта Рэспублікі Беларусь). Standarta, která se používá od 27. března 1997, byla přijata výnosem nazvaným „O standartě prezidenta Běloruské republiky“, který podepsal prezident Lukašenko.
Návrh standarty je přesnou kopií státní vlajky s běloruským státním znakem ve zlaté barvě. Poměr standarty 5:6 se liší od poměru státní vlajky, je téměř čtvercová. Standarta je ohraničena zlatými třásněmi. Existuje několik kopií standarty; originál je uchováván v kanceláři prezidenta, zatímco jiné kopie jsou používány na budovách, rezidencích a vozidlech k oznámení jeho přítomnosti.

## Seznam prezidentů Běloruska (od 1994)
| Pořadí | Portrét | Jméno (Narození-Úmrtí)                       | Funkční období     | Funkční období                      | Funkční období   | Politická strana | Volby                         |
| Pořadí | Portrét | Jméno (Narození-Úmrtí)                       | Nastoupil do úřadu | Opustil úřad                        | Čas v úřadu      | Politická strana | Volby                         |
| ------ | ------- | -------------------------------------------- | ------------------ | ----------------------------------- | ---------------- | ---------------- | ----------------------------- |
| 1      |         | Alexandr Lukašenko (31. srpna 1954 (70 let)) | 20. července 1994  | Úřadující (sporný od 23. září 2020) | 30 let a 286 dní | Nezávislý        | 1994 2001 2006 2010 2015 2020 |